# Городники
Горо́дники — категорія феодально залежних селян в Україні у XIV—XIX століттях. 
Вперше згадуються в документах кінця XIV століття. Були власниками присадибних ділянок (городів) і відбували шляхті пішу панщину. Наймитували у заможних селян або наймалися на строкову роботу до купців, багатих чумаків, цехових майстрів тощо. 
Становлячи значну частину сільської бідноти, городники брали участь у селянсько-козацьких повстаннях XVI—XVII століть, у гайдамацькому русі XVII століття проти польсько-шляхетського гніту, в селянських виступах проти поміщиків у 1-й половині XIX століття. 
Після селянської реформи 1861 року переважна більшість городників дістала дарчі наділи.